# Геортологія
Геортоло́гія (еортоло́гія; έορτή — свято, λόγος — наука, вчення, слово) вивчає види свят як складову частину світової загальнокультурної спадщини.
Від сивої давнини і аж до сьогодення у всіх без винятку народів існують різноманітні свята — особливий соціокультурний феномен і одна з основних форм первинної культури. Вони є яскравим проявом світоглядних уявлень, почуттів, емоцій, настроїв тощо. Аби відзначити якусь важливу суспільну подію, люди збираються разом і здійснюють певні обряди, ритуали, котрі несуть в собі елементи урочистості і пов'язані з піснями, танцями тощо Саме це вивчає геортологія.
Об'єктами є усі види свят, ритуали, обряди та всі їхні складові, а предмет зорієнтований на таких пунктах:
- відображення у святах соціально-звичаєвого, духовно-практичного історичного досвіду, який віддзеркалює процеси людського світосприйняття, а також картину навколишнього світу та визначає соціальну поведінку людей
- історія побутування свят, їх поява та зникнення з історичної арени
- формування традицій національних свят, їх функціонування та еволюція.

## Науковий метод
Як комплексна наука геортологія не лише межує з іншими науковими дисциплінами, але й використовує їх методи дослідження. Вона тісно пов'язана з емблематикою, символікою, вексилологією, уніформологією, мистецтвознавством, фольклористикою, літописознавством, етикетознавством та іншими СІД, а також з релігієзнавством, українознавством, урбаністикою, філософією, народознавством, антропологією тощо.
Джерельною базою геортології є комплекс писемних та речових пам'яток: богослужбова література, літописи, хроніки, мемуари, епістолярії, історичні та художні твори тощо. Різні види та типи джерел (усні, писемні, речові, зображальні, поведінкові, лінгвістичні, аудіовізуальні) фіксують неповторність святкових дійств та відбивають специфіку та особливості дисциплінарного статусу геортології.

## Українська геортологія
У контексті української культури, історії, духовності геортологія діє не достатньо активно. Це викликано багатоаспектністю та складністю досліджень в цій сфері.
Вперше класифікацію вітчизняних свят здійснили М. Дмитрієнко та Я. Солонська. Вони систематизували свята за різними ознаками їх походження, а саме:
- державні свята — День незалежності України, День Конституції України, Новий Рік та інші, проведення яких регламентується певним сценарієм (наприклад, виступ президента чи інших, делегованих на цю акцію осіб, художньо-розважальна програма і т. д.);
- релігійні та церковні свята. Так, для християн візантійського обряду головними святами є Воскресіння Христове та група дванадцяти свят: Різдво Богородиці, Воздвиження Чесного і Животворящого Хреста, Уведення в храм Пресвятої Богородиці, Різдво Христове, Хрещення Господнє, Стрітення Господнє, Благовіщення Пресвятої Владичиці нашої Богородиці, Вхід Господній до Єрусалиму, Вознесіння Господнє, Зіслання Святого Духа, Преображення Господнє, Успіння Пресвятої Богородиці. До великих свят, в кожній церкві по-своєму, належить ще храмове свято — на пошану святого чи події, яким присвячений храм. Святкуються також свята, пов'язані з місцевими святими чи історичними подіями (Рівноапостольного князя Володимира, Покрови). В Україні свята відзначаються за юліанським календарем;
- родинні (побутові) свята;
- господарсько-побутові свята;
- професійні та неофіційні свята. Сюди належить широкий спектр презентацій, які охоплюють усі види сучасної діяльності людства, а конкретно презентації:

книжок (продукція поліграфії чи видавництв), новітніх програм (гуманітарних, освітніх та ін.), технологій, товарів, введення в дію нового об'єкта (банку, палацу культури тощо). Також до цієї категорії належать наукові конференції (презентації інтелектуального продукту наукової установи), а також форуми, асамблеї, урочисті засідання, виставки та ін.;
- масові (різні за походженням) свята: карнавали, фестивалі, олімпіади, паради;
- професійні або корпоративні свята (День вчителя, День бібліотекаря ті ін.);
- міжнародні свята (Міжнародний день захисту дітей, Міжнародний день охорони довкілля тощо).

## Українська обрядовість
Див. ще: Українська християнська обрядовість
Історія стародавніх свят на сучасній території України підтверджується артефактами матеріальної культури, однак основний наголос все-таки на духовному аспекті. Аналіз свят здійснюється під кутом світоглядних уявлень та вірувань наших предків, які до сьогодні зберегли свою неповторність та оригінальність. Ця неповторність полягає у переплетенні язичницьких та християнських рис. Прояви різних дохристиянських свят простежуються у збережених досі обрядах та піснях.
Природа українських народних і релігійних свят є людяною та доброю, в ній відсутні елементи жорстокості, зла, насильства. Усі вони супроводжуються святковим вбранням, використанням відповідної святкової атрибутики та несуть відповідний настрій.
Під впливом давньоруських традиції та елементів культур інших народів, котрі віддавна заселяли територію України формувався інститут культури українських свят.